# Kašaf
Kašaf (perz. کشف, ili Kašaf-Rūd: „Rijeka kornjača”), rijeka dužine 290 km koja protječe sjeveroistočnim Iranom odnosno pokrajinom Razavi Horasan. 
Izvor rijeke nalazi se oko 20 km jugoistočno od grada Kučana, u dolini između planina Binalud i Kopet-Dag. Najveći obalni gradovi kroz koje prolazi su Čenaran i Mašhad, a ulijeva se u rijeku Hari nekoliko kilometara nizvodno od Brane prijateljstva na iranskoj državnoj granici s Turkmenistanom. Uz obalu Kašafa nalazi se i približno 900 sela, a njena dolina sastavljena je od naslaga koji geološki pripadaju jurskom razdoblju. U kašafskoj dolini razvijen je turizam, kako zbog prirodnih atrakcija tako i turkmenskih plemena koji još žive nomadskim životom i privremeno naseljavaju dolinu u jesensko doba. Po rijeci Kašaf imenovano je i arheološko nalazište Kašafrud u kojem su nađeni ljudski ostaci iz ranog pleistocena, najstariji takve vrste u cijeloj zemlji i široj regiji.

## Poveznice
- Zemljopis Irana
- Razavi Horasan